# ガルルモン
ガルルモンはデジタルモンスターシリーズに登場する架空の生命体・デジタルモンスターの一種。

## 概要
初代シリーズVer.2から登場し、パッケージを飾る。同作品では唯一一般公募ではない成熟期である。登場作品はかなり多く、初代ペンデュラムシリーズ終了時点で最多だった。
元の設定画では白地に青のグラデーションが入っており、ところどころにある縞と相まって複雑なデザインとなっている。ちなみにアニメデジモンアドベンチャーではグラデーションでなく、濃い部分を塗り分けて表現している。

## 種族としてのガルルモン
青白銀色の毛皮に全身を覆われた、狼のような姿をした獣型デジモン。極寒の地で鍛えられた筋肉と激しい闘争本能を持ち、知能が高く、肉食獣のような敏捷性と標的を確実に仕留める正確さを持っており、他のデジモンからは恐れられている存在。しかし、知性が非常に高く、主人やリーダーと認めた者に対しては忠実に従う。
その体毛は伝説のレアメタルと言われている「ミスリル」のように硬く、背中や首回りから伸びているブレードは鋭い切れ味を持っており、触れるものを何でも切断する。

### 基本データ
- 世代/成熟期
- タイプ/獣型
- 属性/ワクチン種
- 必殺技/フォックスファイヤー
- 得意技/フリーズファング、アイスウォール、ガルルスラスト
- 勢力/ナイトメアソルジャーズ、ウイルスバスターズ

必殺技
フォックスファイヤー
口から吐き出す高熱の青い炎。

### ウィルス種
- 世代/成熟期
- タイプ/獣型
- 属性/ウィルス種
- 必殺技/フォックスファイヤー

黒地に白の縞が入った毛皮を持つウィルス種のガルルモン。肩から伸びているブレードは、触れるものは全てを切り裂くほど強烈。ホネを集めるのが好きで地中に埋めているが、イタズラ好きのドリモゲモンにコッソリ持って行かれることもあるらしい。

### X抗体版
- 世代/成熟期
- タイプ/獣型
- 属性/ワクチン種
- 必殺技/フォックスファイヤー

全体的に毛の質感が増したデザインになっており、肩のブレードは金属化した。全身の希少な体毛は極寒の地で硬く鍛え上げられたことでさらに硬質なものとなり、その体はそう簡単に傷つけることはできなくなっている。闘争本能も激しさを増しており、一度戦いを始めると最後まで戦い抜こうとするためこのガルルモンに戦いを挑もうとするデジモンは殆どいない。戦闘種族としては随一の資質を誇るが、その分これを扱うテイマーにも相応の資格が求められるデジモンとなっている。
2020年5月22日にデジモンウェブのデジモン図鑑に追加され、詳細設定が判明した。

### 亜種・関連種・その他
- ガブモン
- ワーガルルモン
- メタルガルルモン
- ズィードガルルモン
- クーレスガルルモン
- エンシェントガルルモン
- ガルムモン（英語版ではケンドーガルルモン）
- マグナガルルモン
- グルルモン

亜種。
- ランクスモン

敵対関係にある。
- ドリモゲモン
- キメラモン

## 登場人物としてのガルルモン

### デジモンアドベンチャー
ガブモンの成熟期。石田ヤマトを背中に乗せて地上の移動の手段としても活躍した。第3話「蒼き狼! ガルルモン」から進化可能になる。

### デジモンセイバーズ
エレキモンが進化した黒いガルルモンが登場した。

### デジモンクロスウォーズ
デジメモリに封印された伝説のデジモンとして登場。